# Pieter Custers
Pieter Custers, född 13 mars 1984, är en holländsk bågskytt. Han deltog vid olympiska sommarspelen 2004.